# Margot Eskens
Margot Eskens (Düren, 12 augustus 1936 - 29 juli 2022) was een Duitse schlagerzangeres die vooral in de jaren 50 en 60 van de 20e eeuw successen boekte. Bij de millenniumwisseling kwam ze geregeld op de televisie.
Ze was assistente van een tandarts toen ze in 1954 een talentenwedstrijd won met het lied Moulin Rouge. Dat leverde haar een platencontract op bij maatschappij Polydor. In 1955 kwam ze met het lied “Ich möchte heut ausgehn" op de 3de plaats in de Schlagerparade.
De twee volgende jaren had ze haar grootste successen met de nummer 1-hit Tiritomba die 800.000 keer over de toonbank ging en Cindy oh Cindy. Ook haar duetten met Silvio Francesco werden gesmaakt door het publiek.
Ze ging met een nieuwe tekstschrijver in zee, maar kon de successen van de jaren 50 niet evenaren. In 1962 had ze weer een hit, met Ein Herz, das kann man nicht kaufen. Met dit liedje ging ze naar het Schlagerfestival, maar ze moest daar Conny Froboess en Siw Malmkvist laten voorgaan.
In 1964 had ze een hitje met Mama, dat 8ste werd in de hitparade. Twee jaar later nam ze deel aan het Eurovisiesongfestival 1966 met het lied Die Zeiger der Uhr. Duitsland was al twee jaar op rij als laatste geëindigd met nul punten. Eskens moest het tij doen keren en deed dat ook gedeeltelijk: ze behaalde een 10e plaats.
Toen ze van platenfirma veranderde bleven de successen uit. In 1977 had ze nog een hitparadenotering van twee weken met het lied Denk nicht an morgen. Toch wordt ze nog steeds als een van de grootste schlagersterren gezien. Ze was getrouwd met haar manager Karl-Heinz Münchow.
Sinds 1956 heeft ze meer dan 40 miljoen platen en cd's verkocht.
In 2013 werd er dementie bij haar geconstateerd. Ze overleed op 29 juli 2022, 85 jaar oud, waarschijnlijk in een verpleegtehuis bij de Wörthersee in Kärnten.

## Discografie

### Singles
- 1955: Ich möcht heut ausgehn
- 1955: Mutti, du darfst doch nicht weinen
- 1956: Tiritomba
- 1956: Mamatschi
- 1956: In dem kleinen Cafe
- 1956: Peterle
- 1957: Bombalu
- 1957: Cindy oh Cindy
- 1957: Calypso Italiano (met Silvio Francesco)
- 1957: Wenn du wieder mal auf Cuba bist (met Silvio Francesco)
- 1957: Rosamunde (met Silvio Francesco)
- 1958: Himmelblaue Serenade (met Silvio Francesco)
- 1958: Alle schönen Frauen (met Silvio Francesco)
- 1958: Du bist mir lieber als die Andern (met Silvio Francesco)
- 1958: Vergiß mich nicht so schnell (met Peter Alexander)
- 1958: Andalusische Märchen
- 1959: Mondschein-Partie (met Silvio Francesco)
- 1959: Drei Takte Musik im Herzen (met Udo Jürgens)
- 1960: Weisser Flieder roter Mohn
- 1960: So wunderbar, so fabelhaft
- 1961: Wenn Du heimkommst
- 1961: Vergiß nicht, daß ich bei dir bin (met René Carol)
- 1961: Ich möcht’ mit dir verheiratet sein (met Will Brandes)
- 1962: Ein Herz, das kann man nicht kaufen
- 1963: Marcel
- 1963: Ob in Bombay, ob in Rio
- 1963: Weiße Weihnacht (White Christmas)
- 1964: Mama (8)
- 1964: Eine Reise in die Vergangenheit
- 1966: Vorbei ist vorbei
- 1966: Die Zeiger der Uhr
- 1975: Das Leben ist schön
- 1990: Such’ mit mir die Zärtlichkeit
- 1991: Jede Frau ist geboren für die Liebe
- 1993: Ich weiss
- 2000: Traumvogel der Liebe
- 2005: Vom Baum gefallen
- ####: Liebelei ist leider keine Liebe
- ####: Tag für Tag bekomme ich drei Rosen

### Albums
- 1960: Margot Eskens (25-cm-lp)
- 1963: Bonjour la France (compilatie)
- 1964: Serenade der Liebe
- 1987: Dieses Gefühl
- 1990: Such’ mit mir die Zärtlichkeit
- 1993: Auch Matrosen haben Heimweh
- 2009: Ich für Dich
- 2011: Achterbahn der Liebe

## Filmografie
- 1961: Auf Wiedersehen
- 1971: … und sowas nennt sich Show

1956: Freddy Quinn + Walter Andreas Schwarz · 
1957: Margot Hielscher · 
1958: Margot Hielscher · 
1959: Alice & Ellen Kessler · 
1960: Wyn Hoop · 
1961: Lale Andersen · 
1962: Conny Froboess · 
1963: Heidi Brühl · 
1964: Nora Nova · 
1965: Ulla Wiesner · 
1966: Margot Eskens · 
1967: Inge Brück · 
1968: Wenche Myhre · 
1969: Siw Malmkvist · 
1970: Katja Ebstein · 
1971: Katja Ebstein · 
1972: Mary Roos · 
1973: Gitte · 
1974: Cindy & Bert · 
1975: Joy Fleming · 
1976: Les Humphries Singers · 
1977: Silver Convention · 
1978: Ireen Sheer · 
1979: Dschinghis Khan · 
1980: Katja Ebstein · 
1981: Lena Valaitis · 
1982: Nicole · 
1983: Hoffmann & Hoffmann · 
1984: Mary Roos · 
1985: Wind · 
1986: Ingrid Peters · 
1987: Wind · 
1988: Maxi & Chris Garden · 
1989: Nino de Angelo · 
1990: Chris Kempers & Daniel Kovac · 
1991: Atlantis 2000 · 
1992: Wind · 
1993: Münchener Freiheit · 
1994: Mekado · 
1995: Stone & Stone · 
1997: Bianca Shomburg · 
1998: Guildo Horn & Die Orthopädischen Strümpfe · 
1999: Sürpriz · 
2000: Stefan Raab · 
2001: Michelle · 
2002: Corinna May · 
2003: Lou · 
2004: Max · 
2005: Gracia · 
2006: Texas Lightning · 
2007: Roger Cicero · 
2008: No Angels · 
2009: Alex Swings Oscar Sings · 
2010: Lena Meyer-Landrut · 
2011: Lena Meyer-Landrut · 
2012: Roman Lob · 
2013: Cascada · 
2014: Elaiza · 
2015: Ann Sophie · 
2016: Jamie-Lee Kriewitz · 
2017: Levina · 
2018: Michael Schulte · 
2019: S!sters · 
2021: Jendrik Sigwart · 
2022: Malik Harris · 
2023: Lord of the Lost · 
2024: Isaak · 
2025: Abor & Tynna
- Bibliothèque nationale de France: cb16559329m (data)
- Gemeinsame Normdatei: 134368649
- International Standard Name Identifier: 0000 0001 1933 6661
- Library of Congress Control Number: no2003070292
- Nationale Bibliotheek van Letland: 000338668
- MusicBrainz: 31f7407b-5bb7-462c-8862-3d56ba9cabed
- Virtual International Authority File: 36608733
- WorldCat: E39PBJyMmb38qtd4QhFbywMdcP